# Shōryū-ji
Shōryū-ji (青竜寺) est le 36e temple du pèlerinage de Shikoku. Il situé sur la municipalité de Tosa, préfecture de Kōchi, au Japon.
On y accède, depuis le temple 35 Kiyotaki-ji, après une marche d'environ 14 km. Il est situé sur la péninsule de Yokonami, qui s'avance dans l'océan Pacifique, parallèle à la rive de la ville de Tosa, créant une crique profonde appelée Uranouchi Bay. Jusqu'à récemment, les pèlerins prenaient un ferry pour traverser l'embouchure de la crique. Aujourd'hui, un pont facilite la courte traversée.
Shōryu-ji a un mythe fondateur intéressant. Lorsque Kukai était en Chine en 804, il a étudié sous la direction de Keika (Huikyo; 668-749), le 7e patriarche du bouddhisme Shingon, à Shōryu-ji. Il a voulu construire un temple au Japon pour honorer son professeur. 
La statue principale est celle de Namikiri Fudo, une divinité au visage en colère mais bien intentionnée qui tient des cordes pour lier les gens au bien. Le temple était un lieu de culte pour les pêcheurs qui priaient pour la sécurité en mer et une bonne prise.
En 2015, le Shōryu-ji est désigné Japan Heritage avec les 87 autres temples du pèlerinage de Shikoku.